# Pro Evolution Soccer 2010
Pro Evolution Soccer 2010 (abreviat PES 2010) este un joc video din seria Pro Evolution Soccer, distribuit de Konami. A fost lansat pe 23 octombrie 2009 pentru PC, PlayStation 3, PlayStation 2, PSP, Xbox 360, Wii, Nintendo-DS și telefoane mobile.

## Ligi licențiate
- Ligue 1
- Serie A
- Eredivisie
- UEFA Champions League
- UEFA Europa League
- UEFA Super Cup

## Ligi licențiate incomplet
- Barclays Premier League — doar FC Liverpool și Manchester United au oferit licență
- Primera División — Athletic Bilbao , Atlético Madrid, FC Barcelona, Deportivo La Coruña, RCD Espanyol, RCD Mallorca, Racing de Santander, Real Madrid, Real Valladolid, Sevilla FC, Valencia CF, Villarreal CF au oferit licență

## Comentatori
- Jon Champion și Mark Lawrenson
- Pedro Sousa și João Vieira Pinto
- Christian Martiloni și Luis García
- Carlos Martínez și Julio Maldonaldo „Maldini”